# Hecamedoides kelmorum
Hecamedoides kelmorum is een vliegensoort uit de familie van de oevervliegen (Ephydridae). De wetenschappelijke naam van de soort is voor het eerst geldig gepubliceerd in 2011 door Stuke.